# La Val

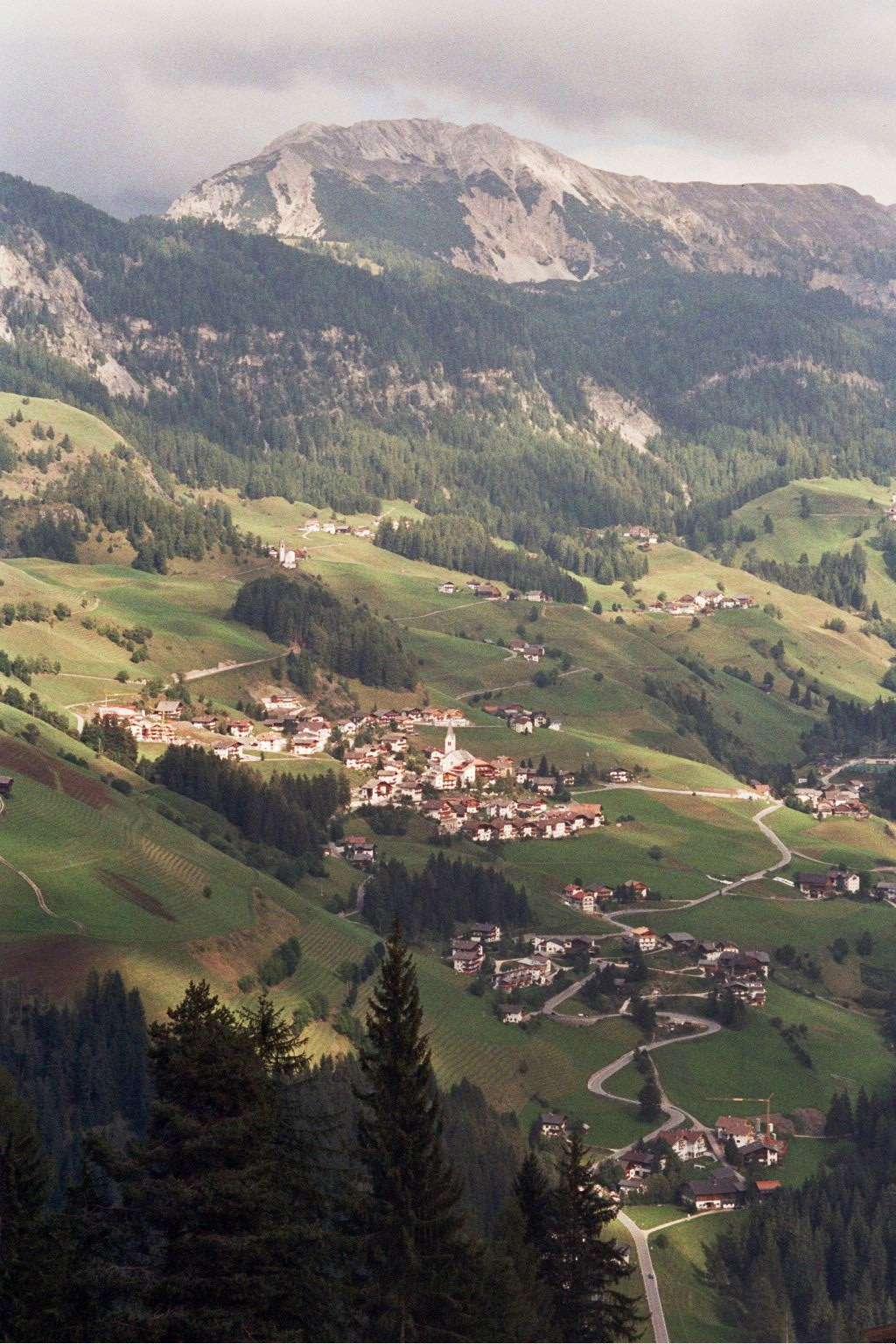
Widok na La Val

La Val (niem. Wengen, wł. La Valle) – miejscowość i gmina we Włoszech, w regionie Trydent-Górna Adyga, w prowincji Bolzano (Tyrol Południowy).
Liczba mieszkańców gminy wynosiła 1281 (dane z roku 2009). Język ladyński jest językiem ojczystym dla 97,67%, niemiecki dla 1,75%, a włoski dla 0,58% mieszkańców (2001).